# Hemihyalea diminuta
Hemihyalea diminuta là một loài bướm đêm thuộc phân họ Arctiinae, họ Erebidae.